# Kate Atkinson
Kate Atkinson, född 20 december 1951 i York, är en brittisk författare och dramatiker, främst känd för debutromanen I museets dolda vrår (Behind the Scenes at the Museum) från 1995. Den belönades med priset Whitbread Book of the Year det året. Hon har skrivit tio romaner, en pjäs och två novellsamlingar. Stilen kan beskrivas som magisk realism.
Atkinson har en Masters Degree i engelsk litteratur.

## Privatliv
Atkinson föddes i York och var dotter till en butiksägare. Hon studerade engelsk litteratur vid University of Dundee, och erhöll en Masters Degree år 1974. Atkinson studerade därefter för en doktorsgrad i amerikansk litteratur, med titeln "The post-modern American short story in its historical context". Hon har ofta uttalat sig offentligt om att hon misslyckades på muntliga delen av sitt examensarbete. Efter att ha lämnat universitetet tog hon en mängd olika jobb alltifrån arbete inom hemtjänsten till att vara advokatsekreterare och lärare.
Atkinson har varit gift två gånger. Hennes första man var hennes lärare och far till dottern Eva. Därefter var hon gift med fadern till hennes andra dotter Helen.
Atkinson bodde tidigare i Whitby, North Yorkshire, men bor numera i Edinburgh, inte långt från författarna JK Rowling, Ian Rankin och Alexander McCall Smith.

### Romaner
- 1995 – Behind the Scenes at the Museum
  - På svenska 1996: I museets dolda vrår, en familjesaga, översättning Lena Torndahl
- 1997 – Human Croquet
  - På svenska 1997: Mänsklig krocket, översättning Lena Torndahl
- 2000 – Emotionally Weird
  - På svenska 2000: Känslomässigt udda, översättning Erik Andersson
  - 2002 Not the End of the World
  - 2003 A day in the Life
- 2004 – Case Histories
  - På svenska 2005: De vilseförda, översättning Lena Torndahl
- 2006 – One Good Turn
  - På svenska 2006: En god gärning, översättning Lena Torndahl
- 2008 – When Will There Be Good News?
- 2010 – Started Early, Took My Dog
- 2013 – Life after Life
  - På svenska 2015: Liv efter liv, översättning Anna Strandberg
- 2015 – A God in Ruins
  - På svenska 2016: En gud i spillror, översättning Anna Strandberg
- 2018 – Transcription
  - På svenska 2019: Kodnamn Flamingo, översättning Ing-Britt Björklund

### Pjäs
- 2000 – Abandonment

### Novellsamling
- 2002 – Not the End of the World
  - På svenska 2006: Inte hela världen, översättning Lena Torndahl
- 2010 – Waste of love